# Miss Mundo Brasil 2013
Miss Mundo Brasil 2013 ou Miss Brasil World 2013 foi a 8ª edição de um concurso de beleza feminino sob a gestão da MMB Produções & Eventos (representada pelo empresário Henrique Fontes) em parceria com o empresário Luiz Roberto Kauffmann, a 24ª edição de realização de uma disputa específica para a eleição da brasileira ao concurso de Miss Mundo e o 54º ano de participação do Brasil na disputa internacional. Esta edição ocorreu pela primeira vez na cidade de Mangaratiba, tendo sua final realizada no "Portobello Resort & Safari", com transmissão da TV UOL. Disputaram o título trinta e sete (37) candidatas, sagrando-se vencedora a representante de Ilha dos Lobos, Sancler Frantz Könzen. A Miss Mundo reinante, Wen Xia Yu e a CEO do concurso internacional, Julia Morley, estiverem presentes na final para prestigiar a cerimônia.

## Resultados

### Colocações
| Colocação                                               | Representação & Candidata |
| ------------------------------------------------------- | --- |
| Vencedora                                               | - Ilha dos Lobos - Sancler Frantz |
| 2º. Lugar                                               | - Espírito Santo - Raquel Benetti |
| 3º. Lugar                                               | - Santa Catarina - Tainara Latenik |
| Finalistas (Em ordem final de classificação)            | - Rio Grande do Sul - Luciane Escouto - Rio de Janeiro - Gabriele Marinho - Alagoas - Priscilla Durand |
| Top 16 Semifinalistas (Em ordem final de classificação) | - Ilha da Pintada - Tamara Bicca - Ilha Grande - Gabrielle Vilela - Amazonas - Priscilla Rebelo - Paraíba - Nathália Taveira - Ilhas de Florianópolis - Sara Ramos - Rio Grande do Norte - Heloiza Campos - Ilha do Mel - Vivi Di Domênico - Pernambuco - Taynara Gargantini - Acre - Vanessa Guimarães - São Paulo - Zaidan Ribeiro |

### Premiações Especiais
O concurso distribuiu os seguintes prêmios este ano:
| Colocação             | Representação & Candidata                 |
| --------------------- | ----------------------------------------- |
| Miss Simpatia         | - Mato Grosso do Sul - Ilda Lando         |
| Miss Elegância        | - Ilha Grande - Gabrielle Vilela          |
| Miss Popularidade UOL | - Santa Catarina - Thainara Latenik (10%) |
| Melhor Sorriso        | - Ilha dos Lobos - Sancler Frantz         |
| Melhor Pele           | - Alagoas - Priscilla Durand              |

### Ordem dos Anúncios
| 1. Santa Catarina 2. Paraíba 3. Ilha dos Lobos 4. Acre 5. Ilha Grande 6. Espírito Santo 7. Amazonas 8. Ilha da Pintada 9. São Paulo 10. Rio Grande do Norte 11. Pernambuco 12. Ilha do Mel 13. Alagoas 14. Rio Grande do Sul 15. Ilhas de Florianópolis 16. Rio de Janeiro | 1. Alagoas 2. Rio de Janeiro 3. Rio Grande do Sul 4. Santa Catarina 5. Espírito Santo 6. Ilha dos Lobos |  |

## Jurados

### Final
Ajudaram a eleger a vencedora:
| 1. Wen Xia Yu, Miss Mundo 2012; 2. Kamilla Salgado, Miss Mundo Brasil 2010; 3. Regiane Andrade, Miss Mundo Brasil 2007; 4. João Ricardo Dias, do fórum Miss Brazil on Board; 5. Bruno Chateaubriand, apresentador e socialite carioca; 6. Luiz Roberto Kauffmann, Co-diretor do Miss Brasil World; 7. Alberto Dubal, correspondente do site Global Beauties; 8. Cláudia Romano, diretora das Faculdades Estácio; 9. Drº. Manuel Barrios, cirurgião dentista; 10. Márcia Veríssimo, socialite; | 1. Dani Barbie, jornalista. 2. Vanessa de Oliveira, modelo; 3. Drº. Juliano Crema, dermatologista; 4. Antônio Mônaco, diretor comercial da Jequiti; 5. Alicy Scavello, dermatologista e diretora do beleza com propósito; 6. Alexander Gonzales, consultor de imagem venezuelano; 7. Daniel Pompeu, diretor do Portobello Resort e Safari; 8. Drº. Fabrício Bervian, cirurgião plástico; 9. Elaine Henrique, estilista; |

## Rainhas Regionais
As candidatas mais bem classificadas por região do País:
| Prêmio                     | Representação & Candidata           |
| -------------------------- | ----------------------------------- |
| Rainha do Centro-Oeste     | - Distrito Federal - Graziela Souza |
| Rainha das Ilhas do Brasil | - Ilha dos Lobos - Sancler Frantz   |
| Rainha do Nordeste         | - Alagoas - Priscilla Durand        |
| Rainha do Norte            | - Amazonas - Priscilla Rebelo       |
| Rainha do Sudeste          | - Espírito Santo - Raquel Benetti   |
| Rainha do Sul              | - Santa Catarina - Tainara Latenik  |

## Etapas Preliminares
Após a chegada das misses ao local do concurso, ocorriam várias etapas classificatórias, porém, houve mudanças no formato da competição a partir de 2013. As etapas de talento e beleza com propósito são avaliadas pela organização antes da chegada das misses e são distribuídas notas. Assim ocorrem com as outras etapas, só que ao vivo. As vencedoras e demais finalistas ganham pontos que ajudam as candidatas a serem selecionadas para compor o grupo de dezesseis semifinalistas da noite final. Assim que forem escolhidas, as pontuações são zeradas. Conheça algumas das etapas, inclusive uma nova:

### Miss Esportes
| Colocação             | Pts | Representação & Candidata |
| --------------------- | --- | --- |
| 1                     | 5   | - Ilha Grande - Gabrielle Vilela |
| 2                     | 4   | - Ilhas de Florianópolis - Sara Ramos - Ilha do Marajó - Fabyanne Nascimento |
| Top 11 Semifinalistas | 1   | - Alcatrazes - Aline Pierre - Atol das Rocas - Flávia Fernandes - Distrito Federal - Graziela Souza - Ilhabela - Marcella Araki - Ilha da Pintada - Tamara Bicca - Ilha do Mel - Vivi Di Domênico - Ilha dos Lobos - Sancler Frantz - Ilha dos Marinheiros - Maria Lua Strëit |

### Miss Talento
| Colocação             | Pts | Representação & Candidata |
| --------------------- | --- | --- |
| 1                     | 5   | - Santa Catarina - Thainara Latenik |
| 2                     | 4   | - Pará - Thalita Maués |
| 3                     | 3   | - Amazonas - Priscilla Rebelo |
| Top 10 Semifinalistas | 1   | - Acre - Vanessa Guimarães - Espírito Santo - Raquel Benetti - Goiás - Lílian Leite - Ilhabela - Marcela Yamaguti - Mato Grosso - Ângela Trampusch - Pernambuco - Taynara Gargantini - Tocantins - Natasha Paixão |

### Miss Multimídia
| Colocação | Pts | Representação & Candidata         |
| --------- | --- | --------------------------------- |
| 1         | 5   | - Amazonas - Priscilla Rebelo     |
| 2         | 3   | - Pernambuco - Taynara Gargantini |
| 3         | 1   | - Alcatrazes - Aline Pierre       |

### Beach Beauty
| Colocação             | Pts | Representação & Candidata |
| --------------------- | --- | --- |
| 1                     | 10  | - Santa Catarina - Thainara Latenik |
| 2                     | 6   | - Rio Grande do Sul - Luciane Escouto |
| 3                     | 4   | - Ilha dos Lobos - Sancler Frantz |
| Top 10 Semifinalistas | 1   | - Alagoas - Priscilla Durand - Amazonas - Priscilla Rebelo - Espírito Santo - Raquel Benetti - Ilhas de Florianópolis - Sara Ramos - Paraná - Talita Akemi Pan - Piauí - Sueidys Peixoto - Rio de Janeiro - Gabriele Marinho |

### Top Model
| Colocação            | Pts | Representação & Candidata |
| -------------------- | --- | --- |
| 1                    | 10  | - Ilha dos Lobos - Sancler Frantz |
| 2                    | 6   | - Espírito Santo - Raquel Benetti |
| 3                    | 4   | - Paraíba - Nathália Taveira - Rio Grande do Norte - Heloiza Campos |
| Top 9 Semifinalistas | 1   | - Ilha da Pintada - Tamara Bicca - Ilha do Mel - Vivi Di Domênico - Mato Grosso - Ângela Trampusch - Pernambuco - Taynara Gargantini - Santa Catarina - Thainara Latenik |

### Beleza com Propósito
| Colocação             | Pts | Representação & Candidata |
| --------------------- | --- | --- |
| 1                     | 15  | - Santa Catarina - Thainara Latenik |
| Finalistas            | 4   | - Amazonas - Priscilla Rebêlo - Ilha dos Lobos - Sancler Frantz - Minas Gerais - Adelaide Castro - Paraíba - Nathália Taveira |
| Top 26 Semifinalistas | 1   | - Acre - Vanessa Guimarães - Alagoas - Priscilla Durand - Alcatrazes - Aline Pierre - Amapá - Raíssa Araújo - Amazonas - Priscilla Rebêlo - Atol das Rocas - Flávia Fernandes - Ceará - Ruanna Fernandes - Distrito Federal - Graziela Souza - Espírito Santo - Raquel Benetti - Ilha dos Lobos - Sancler Frantz - Ilhas de Florianópolis - Sara Ramos - Ilha do Marajó - Fabyanne Nascimento - Mato Grosso - Ângela Trampusch - Minas Gerais - Adelaide Castro - Pará - Thalita Maria Maués - Paraíba - Nathália Taveira - Paraná - Talita Akemi Pan - Pernambuco - Taynara Gargantini - Piauí - Sueidys Peixoto - Rio Grande do Norte - Heloíza Campos - Rio Grande do Sul - Luciane Escouto - Roraima - Soraia Lustoza - São Paulo - Zaidan Ribeiro - Sergipe - Ingrid Moraes - Tocantins - Natasha Paixão |

## Candidatas
Abaixo encontra-se a lista completa de candidatas deste ano:

### Estaduais
| - Acre - Vanessa Guimarães - Alagoas - Priscilla Durand - Amapá - Raíssa Machado - Amazonas - Priscilla Rebêlo - Bahia - Nicole Müller - Ceará - Ruanna Fernandes - Distrito Federal - Graziela Souza - Espírito Santo - Raquel Benetti - Goiás - Lilian Leite | - Maranhão - Isadora Macêdo - Mato Grosso - Ângela Trampusch - Mato Grosso do Sul - Ilda Lando - Minas Gerais - Adelaine Castro - Pará - Thalita Maués - Paraíba - Nathália Taveira - Paraná - Talita Akemi Pan - Pernambuco - Taynara Gargantini - Piauí - Sueidys Peixoto | - Rio de Janeiro - Gabriele Marinho - Rio Grande do Norte - Heloiza Campos - Rio Grande do Sul - Luciane Escouto - Rondônia - Patrícia Balbi - Roraima - Soraia Lustoza - Santa Catarina - Thainara Latenik - São Paulo - Zaidan Ribeiro - Sergipe - Ingrid Vieira - Tocantins - Natasha Marinho |

### Insulares
| - Alcatrazes - Aline Pierre - Atol das Rocas - Flávia Fernandes - Ilha da Pintada - Tamara Bicca - Ilha de Marajó - Fabyane Nascimento - Ilha do Mel - Viviane Di Domênico - Ilha dos Lobos - Sancler Frantz - Ilha dos Marinheiros - Maria Lua Strëit - Ilha Grande - ‎Gabrielle Vilela - Ilhabela - Marcela Yamaguti - Ilhas de Florianópolis - Sara Ramos |

## Designações
Candidatas designadas para representar o Brasil em concursos internacionais à convite da organização:
Legenda
      A representante do Brasil venceu a disputa.
      A representante do Brasil parou na 2ª colocação.
      A representante do Brasil parou na 3ª colocação.
| Candidata (Posição no nacional)    | Concurso internacional & local da final                          | Posição na disputa internacional             |
| ---------------------------------- | ---------------------------------------------------------------- | -------------------------------------------- |
| Sancler Frantz (Vencedora)         | Miss World 2013 (Final: Bali, Indonésia)                         | Top 06 · Rainha das Américas · Beach Fashion |
| Raquel Benetti (2º. Lugar)         | Miss Supranational 2013 (Final: Minsk, Bielorrússia)             | Top 10 · Rainha das Américas                 |
| Thainara Latenik (3º. Lugar)       | Miss Continentes Unidos 2013 (Final: Guaiaquil, Equador)         |                                              |
| Andressa Mello (5º. Lugar em 2012) | Reinado Internacional del Café 2013 (Final: Manizales, Colômbia) | Rainha da Polícia                            |
| Tamara Bicca (7º. Lugar)           | Miss Grand International 2013 (Final: Bancoque, Tailândia)       | Top 10                                       |
| Gabrielle Vilela (8º. Lugar)       | Reinado Int. de la Ganadería 2013 (Final: Montería, Colômbia)    | Vencedora                                    |
| Paloma Vega (12º. Lugar em 2011)   | Miss Tourism International 2013 (Final: Kuala Lumpur, Malásia)   | Top 20                                       |
| Kimberly Maciel (Convidada)        | Reina Hispanoamericana 2013 (Final: Santa Cruz, Bolívia)         |                                              |